# Deutsches Meisterschaftsrudern 1925
Das 38. Deutsche Meisterschaftsrudern wurde 1925 in Hannover ausgetragen. Wie bereits im Vorjahr wurden Medaillen in fünf Bootsklassen vergeben.

## Medaillengewinner
| Bootsklasse            | Gold | Silber | Bronze |
| ---------------------- | --- | --- | --- |
| Einer                  | Georg Hesselmann (Der Hamburger RC) | Leo Losert (RV Wiking Linz) | Paul Jakobs (RG Hansa) |
| Doppelzweier           | WSV Godesberg Willy Engels Heinrich Scheben | RV Wiking Linz Viktor Flessl Leo Losert | RC Favorite Hammonia Hugo Sopp Heinz Kipphoff |
| Zweier ohne Steuermann | Bremer RV von 1882 Rudolf Krauß Carl Schütte | RC Rhenania 1877/1897 Koblenz Paul Beuscher Johannes Bodenbach                                                                                           | RC Allemannia von 1866 Bruno Streckenbach Carl Clement                                                                                           |
| Vierer ohne Steuermann | Berliner RC Sport-Borussia Richard Dobe Erwin Müller Hans Fink Walter Wermter                                                                             | Kölner RG 1891 Martin Schwingeler Hans Großmann Heinrich Schwingeler Fritz Streck                                                                        | Offenbacher RG Undine 1876 Gaston Penzel Ernst Hofmann Hans Scherer Fritz Wagner                                                                 |
| Achter                 | RV Wratislavia Breslau Richard Kentsch Hans Mosch Ullrich Safft Johannes Dreßler Max Seeling Gustav Brantin Fritz Weber Karl Blasig Walter Schuppe (Stm.) | Berliner RV von 1876 Georg Hermoneit Fritz Stempel Werner Noack Richard Winkler Hans Wolter Hans Gellers Karl Krüger Emil Döbler Bernhard Wilhelm (Stm.) | Mainzer RV von 1878 Josef Schneider Ludwig Apel Georg Fellner Philipp Hilbert Alex Blum Anton Seemann Hanns Funk Josef Racke Hans Kalkhof (Stm.) |